# Klepsydre (Acropole)
Klepsydre est une source naturelle située sur le versant nord-ouest de la colline de l'acropole d'Athènes, près de l'intersection du péripatos et de la voie panathénaïque. 

## Témoignages de l'Antiquité
Hésychios la nommait « κλεψίρρυτον » parce que son eau s'écoulait sous terre pendant de longues périodes. Les anciens chroniqueurs disaient que son vrai nom était Empedo. 
L'historien Istros rapporte une observation météorologique, en réalité erronée, selon laquelle pareillement avec le Nil en Égypte et la source de Délos, l'eau de la Klepsydre d'Athènes montait et débordait lorsque les vents annuels soufflaient, et disparaissait lorsqu'ils cessaient. Il s'agit vraisemblablement d'une invention érudite, la source étant au contraire d'une régularité remarquable.

### Description de la Grèce - Livre 1
Quant à Pausanias, après examen des lieux, mentionne ceci : 
« Καταβᾶσι δὲ οὐκ ἐς τὴν κάτω πόλιν ἀλλ᾿ ὅσον ὑπὸ τὰ προπύλαια πηγή τε. ὕδατός ἐστι καὶ πλησίον Ἀπόλλωνος ἱερὸν ἐν σπηλαίωι ».
Traduction : « En descendant non dans la ville basse, mais un peu au-dessous des Propylées, vous trouvez une source, et tout proche, un temple d'Apollon dans une grotte » (Description de la Grèce - Livre 1 - chapitre 28 -  4. - l'Attique)

### Les Oiseaux (vers 1694)
Aristophane cite la Klepsydre dans deux de ces pièces — Les Oiseaux et Lysistrata — où il en fait allusion au vers 325.
(ΧΟΡΟΣ) Ἔστι δ´ ἐν Φαναῖσι πρὸς τῇ  Κλεψύδρᾳ πανοῦργον ἐγγλωττογαστόρων  γένος, οἳ θερίζουσίν τε καὶ σπείρουσι  καὶ τρυγῶσι ταῖς γλώτταισι  συκάζουσί τε·
Traduction : « (LE CHŒUR) A Phanae, près de la Klepsydre, est la race malfaisante des englottogastres, qui moissonnent, sèment et vendangent avec leurs langues, et cueillent aussi les figues ». (Aristophane - Les Oiseaux, vers 1694)

## Histoire

### Période classique
Les tessons de poterie retrouvés ont permis d'établir que la fontaine d'origine et la cour pavée attenante furent construites entre 475 et 470 avant J.-C., la fontaine étant installée dans une grotte naturelle. La destination de la cour pavée reste discutée, certains auteurs la considérant comme appartenant à un sanctuaire (Pythion), d'autres comme une structure de recueil des eaux de pluie.

### Période romaine
La fontaine originelle fut partiellement détruite à la suite d'un premier éboulement au milieu du Ier siècle av. J.-C., puis rendue complètement inaccessible à la suite d'un second au milieu du Ier siècle. Un conduit fut alors ouvert dans le puits directement accessible depuis l'Acropole et une nouvelle fontaine construite au-dessus à l'époque romaine.

### Période franque
Pendant la période de domination franque, la fontaine avait été fortifiée, mais au cours de la longue période d'occupation ottomane, elle était tombée à l'abandon, si bien que la garnison turque de l'Acropole avait dû se rendre lors du siège de 1822 en raison du manque d'eau.

### Redécouverte

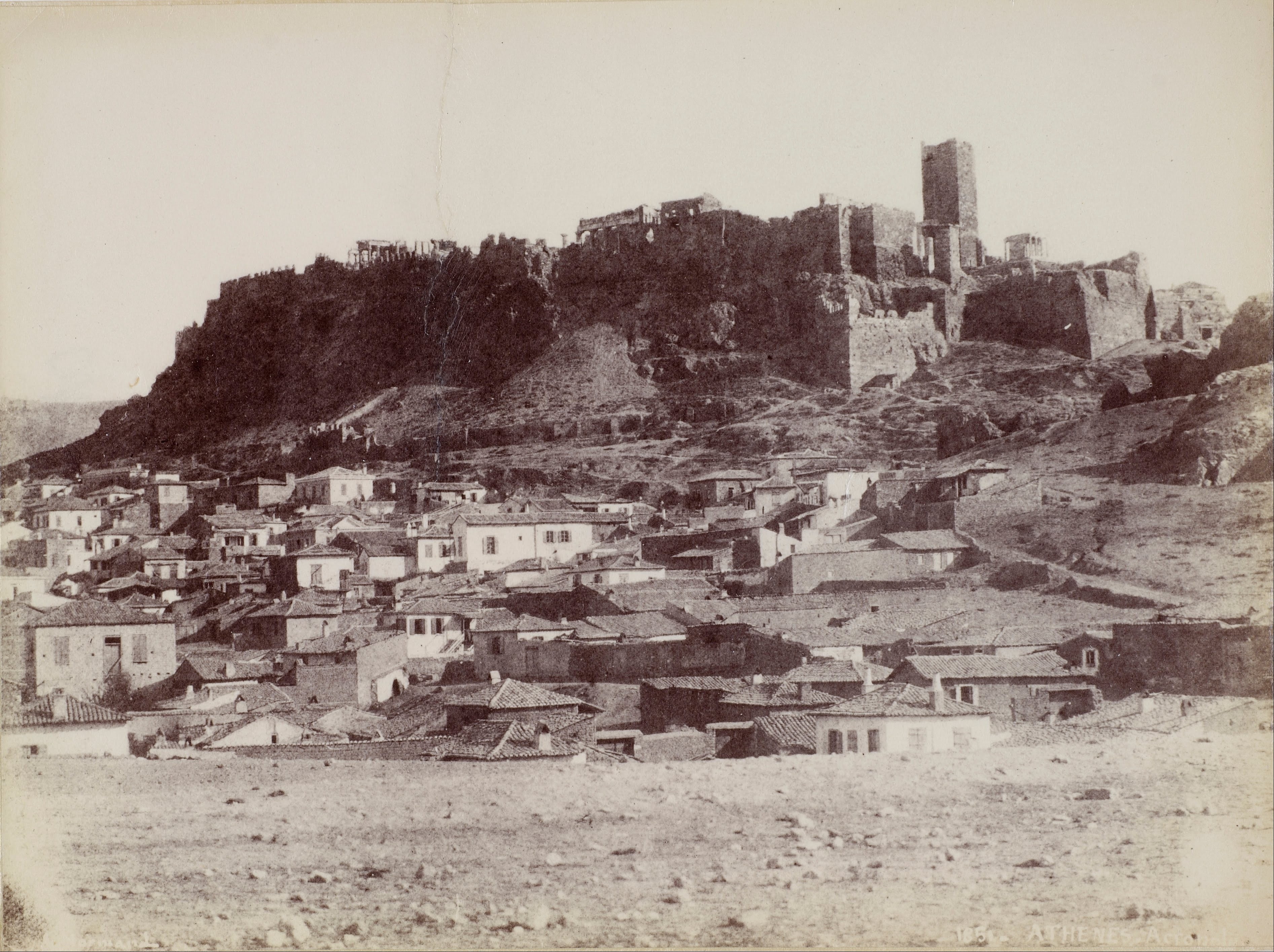
Vue de la face nord avec le bastion d'Odyssée avant sa démolition

Ce sont Stuart et Revett,qui, les premiers, ont identifié le ruisseau coulant à flanc de colline avec la fontaine Klepsydre mentionnée par les auteurs antiques. 
Kyriákos Pittákis redécouvrit la source en 1822, laissant le premier compte rendu écrit du site en 1835. Pour la protéger, Odysséas Androútsos fit bâtir en septembre 1822 un bastion (souvent appelé « bastion d'Odyssée ») englobant la maçonnerie de la fontaine romaine et comportant un accès voûté depuis l'Acropole. Plusieurs tentatives de miner le bastion et la source échouèrent au cours du siège par les Ottomans en 1826-1827.

### Fouilles
L'examen archéologique commença véritablement avec Émile Burnouf en 1874, et avec le développement ultérieur ayant été dégagé du site, Panayiótis Kavvadías mit au jour la cour pavée en 1897. De 1936 à 1940, l'École américaine d'études classiques d'Athènes entreprit une campagne de fouilles permettant de mettre au jour la cour pavée, la fontaine et le bassin de puisage. C'est lors de cette dernière fouille que la chronologie et l'évolution structurelle ont pu être précisées.

## Galerie

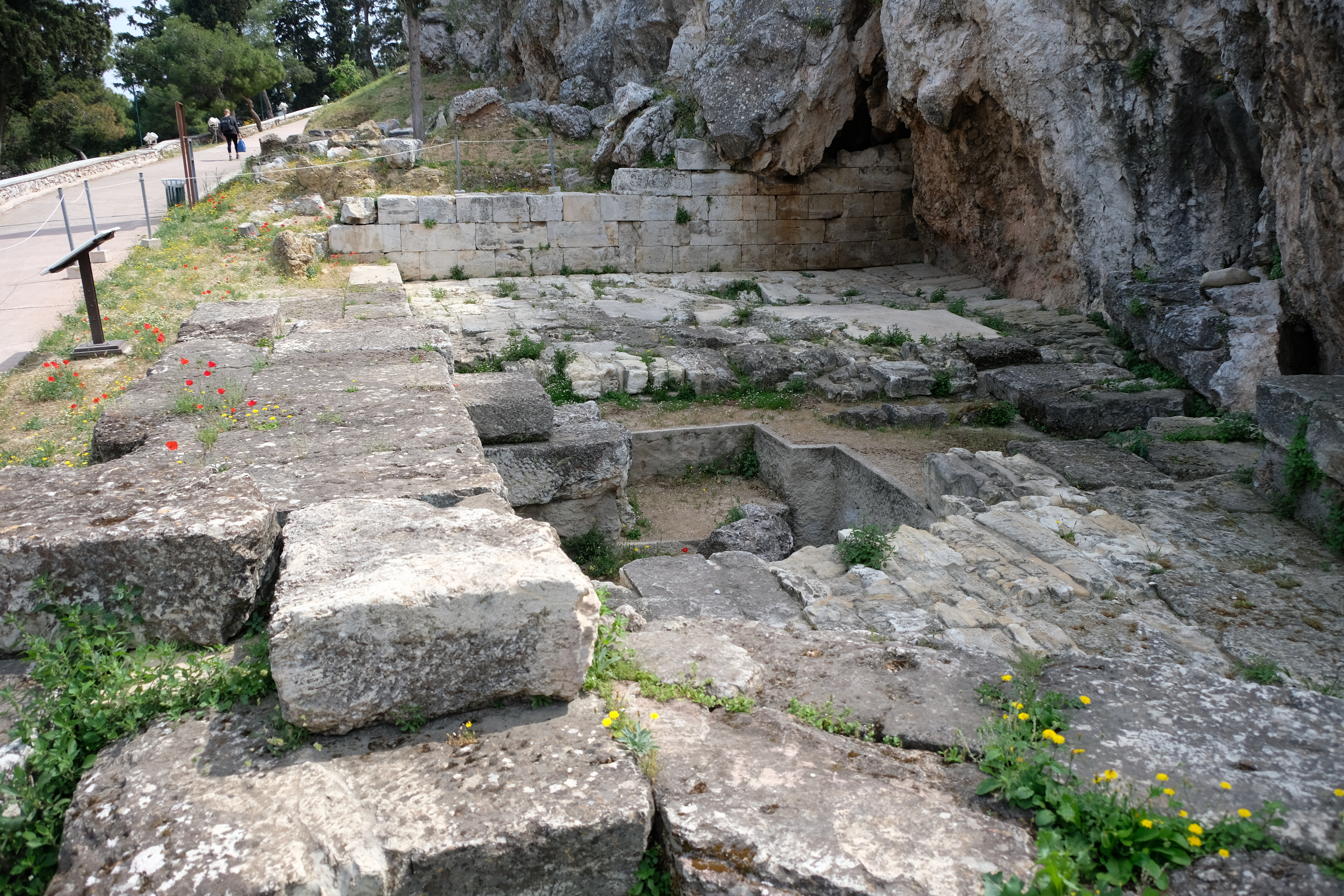
La cour pavée de la Klepsydre
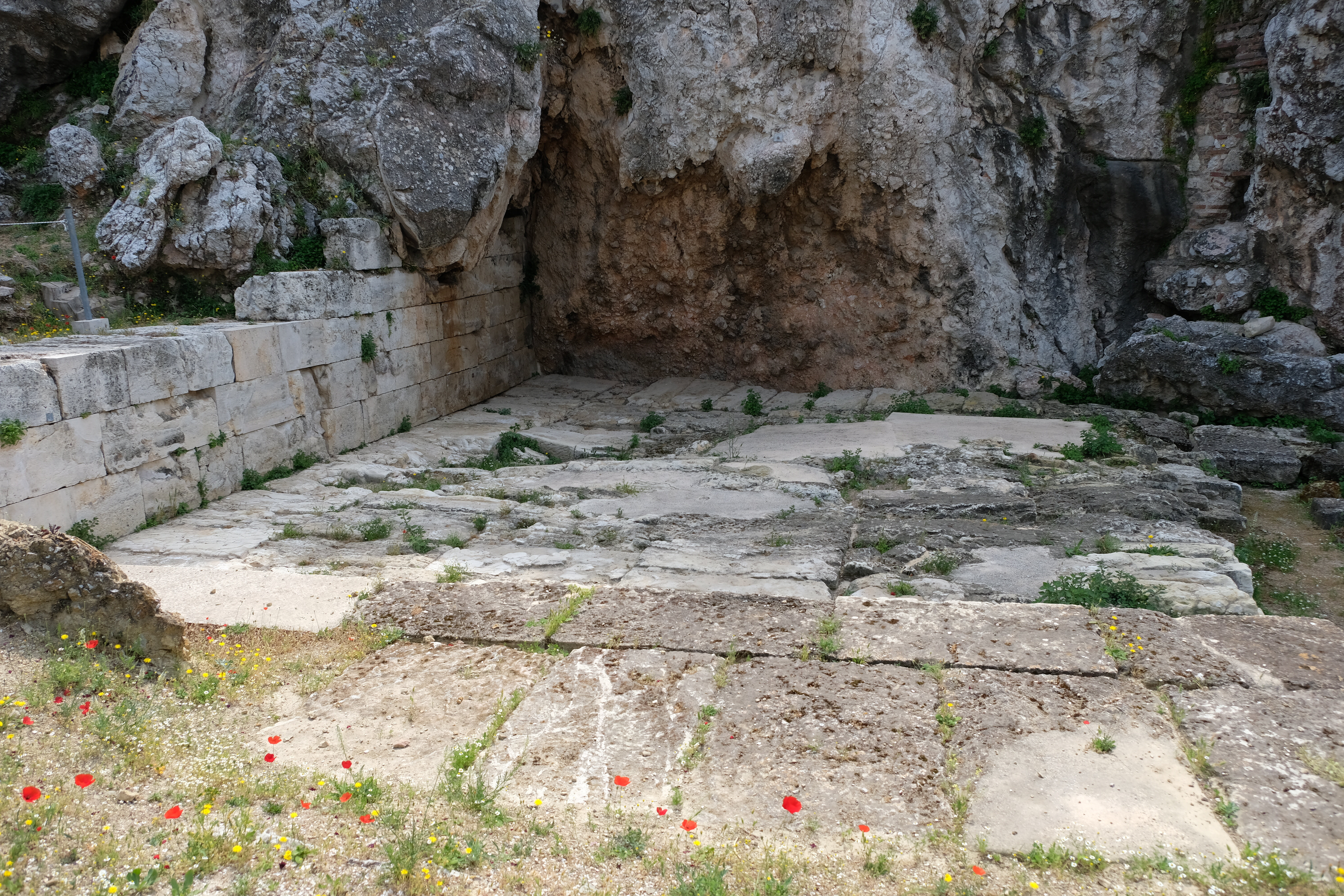
La cour pavée de la Klepsydre
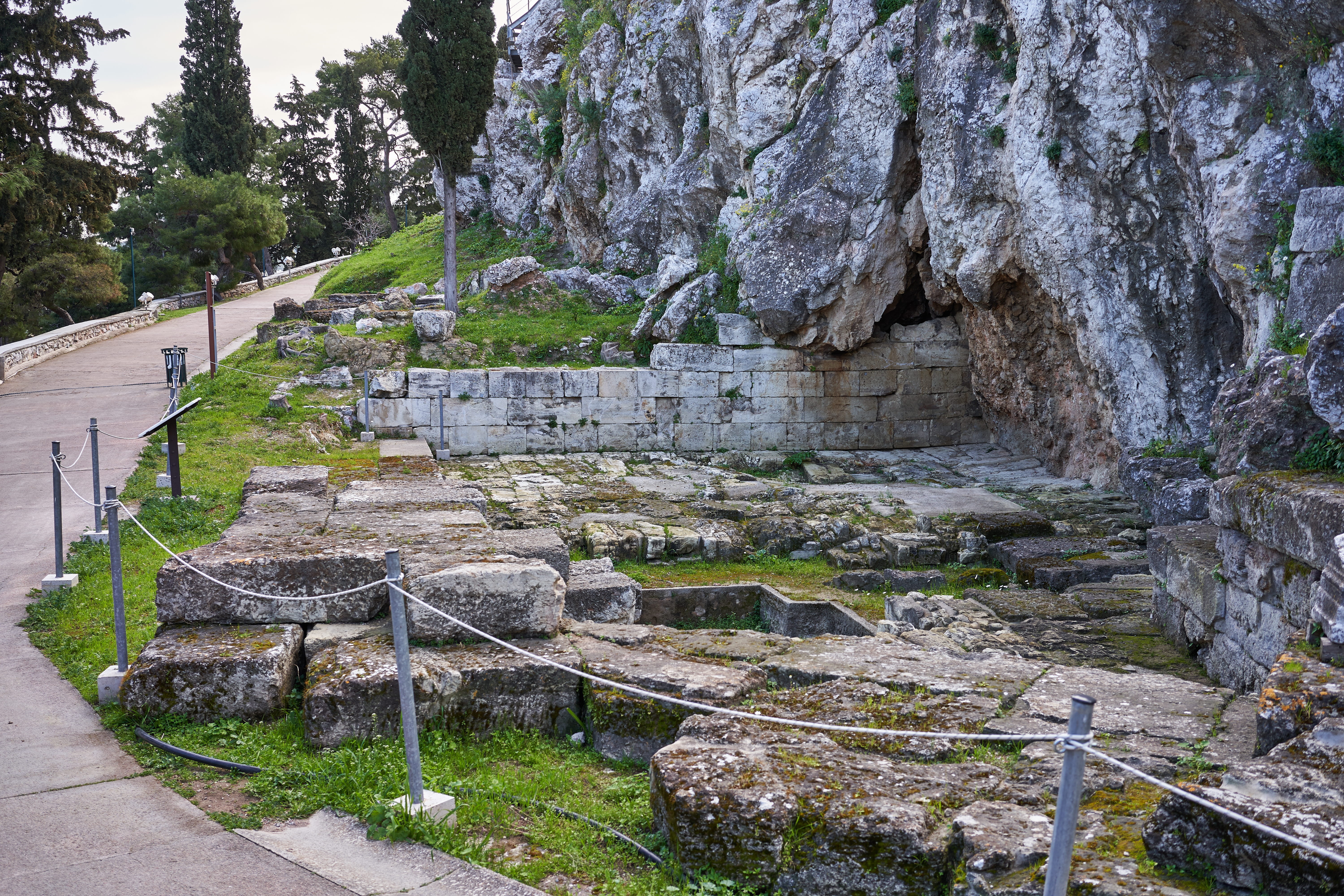
La cour pavée de la Klepsydre
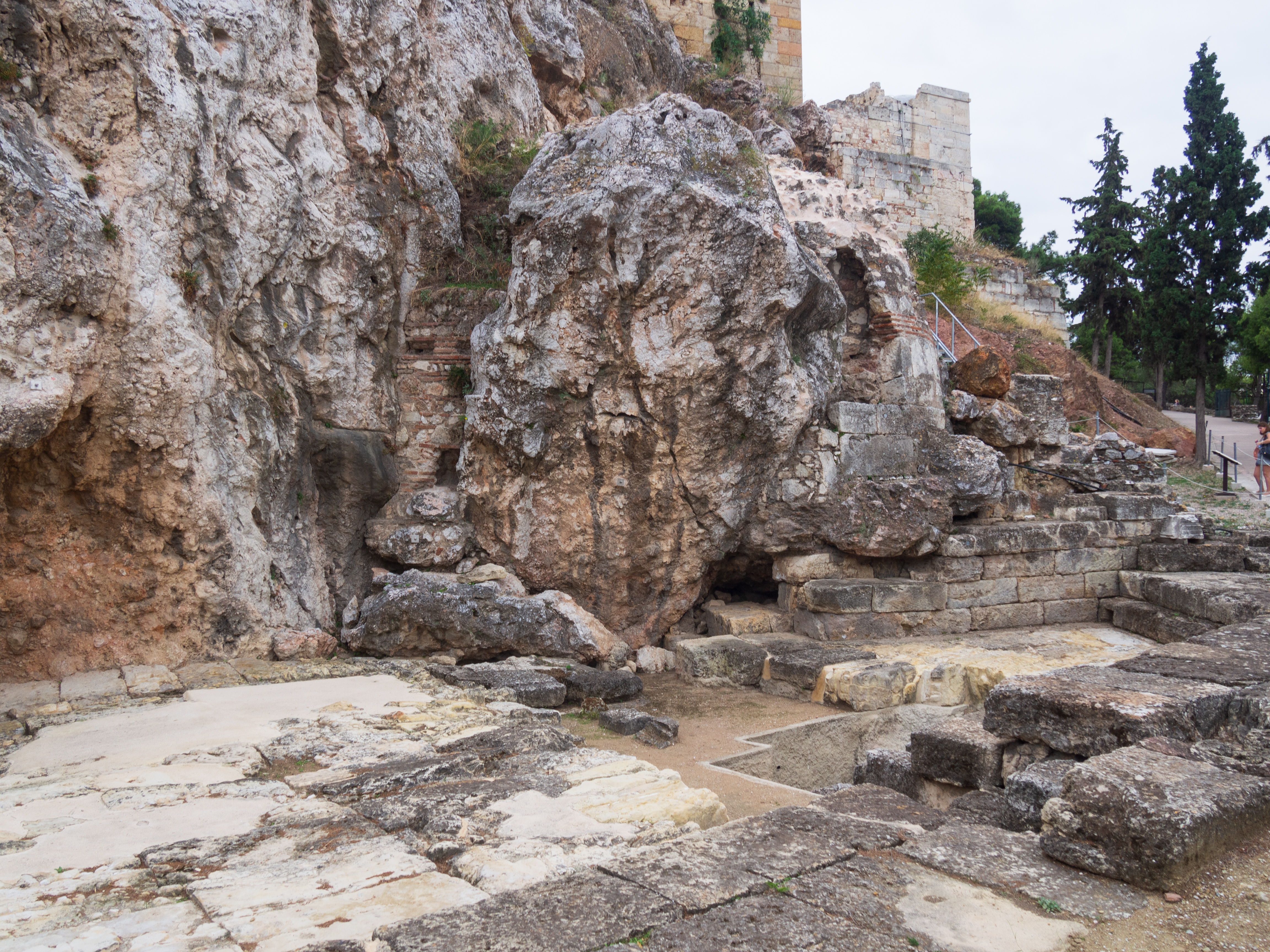
Vue d'une partie de la maçonnerie de la fontaine de part et d'autre d'un bloc de rocher
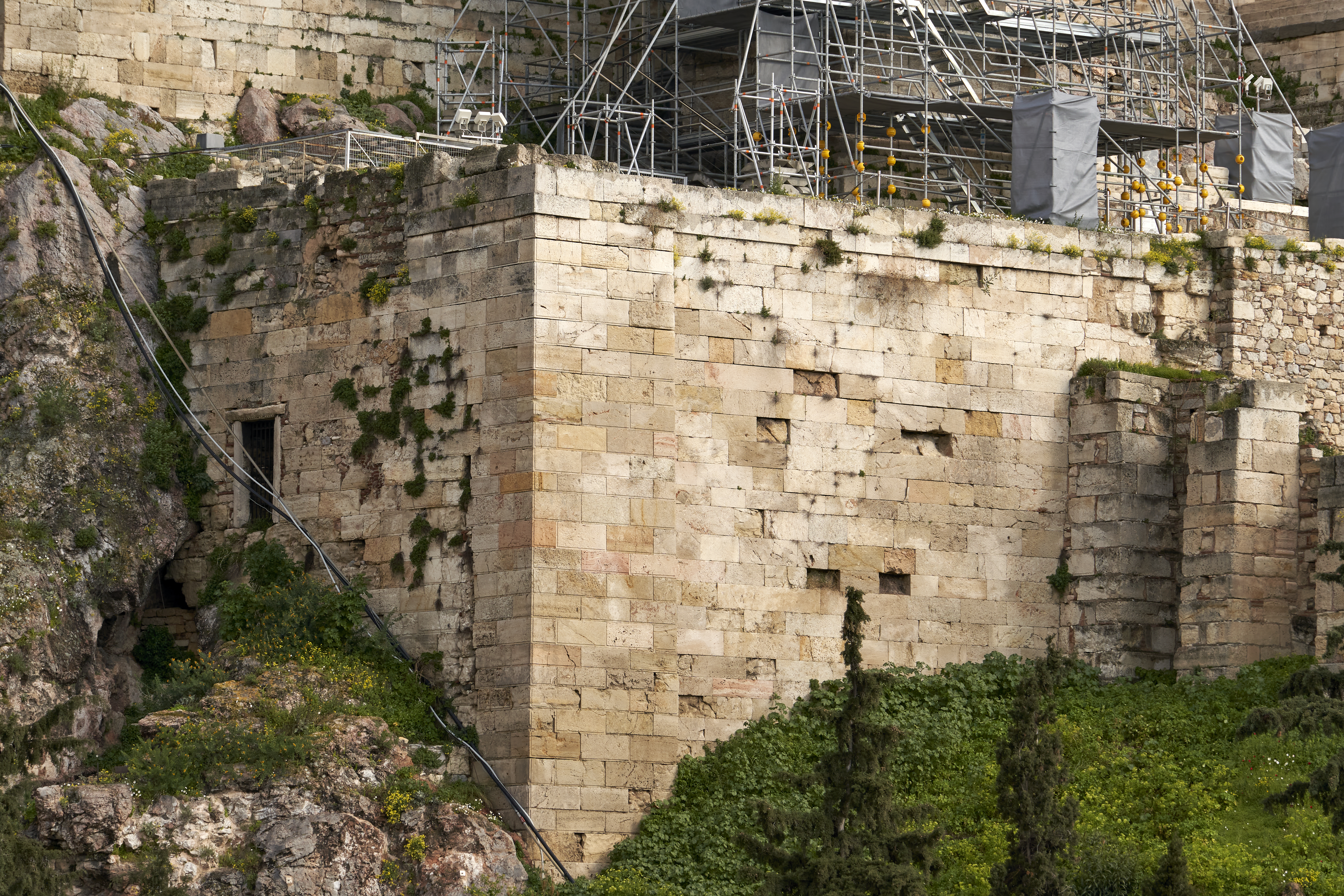
Les deux anciens accès à la source depuis l'Acropole